# 阿特湖畔舍夫灵
阿特湖畔舍夫灵是奥地利上奥地利州弗克拉布鲁克县的一个市镇。总面积23平方公里，总人口3144人，人口密度136.7人/平方公里（2005年）。